# ショールベン (自動車)
ショールベン（Tjorven）は、スウェーデンで製造されたDAF・44を基にした配送用のライトバンである。

## 概要
1960年代半ばにポステン（スウェーデン郵便社）は郵便配送用の新しい車両を必要とし、カルマル・ヴェルクスタットと契約を締結した。同社はショールベンを開発し、1969年から1971年にかけて製造した。この車は輸出市場では単に「カルマル」（Kalmar）と呼ばれた。
ショールベンはフレームにグラスファイバー製ボディを載せた構造で、運転者が道路端の郵便受けに接近しやすいように右ハンドルであった。